# Thirsk
Thirsk est une ville du Yorkshire du Nord, en Angleterre. Elle est située non loin du parc national des North York Moors, à environ 37 km au nord d'York. Au moment du recensement de 2001, elle comptait 4 701 habitants.
Elle apparaît dans le Domesday Book sous le nom de Tresche, dérivé du vieux norrois þresk « marais ».
L'écrivain et vétérinaire James Herriot a vécu la majeure partie de sa vie à Thirsk. Ses ouvrages, semi-autobiographiques, dépeignent la ville sous le nom de Darrowby.
Le musée de la ville abrite la chaise maudite de Busby.